# Зеленков, Александр Андреевич
Александр Андреевич Зеленков (род. 22 августа 1991 или 13 марта 1991) — российский борец вольного стиля, серебряный призёр чемпионата России, серебряный призёр Кубка мира, победитель и призёр всероссийских и международных турниров, мастер спорта России. Выступает в полутяжёлой весовой категории (до 86 кг). Его наставником является А. В. Донзаленко. Живёт в Красноярске. Представляет местную Школу высшего спортивного мастерства. С 2016 года является членом сборной команды России по борьбе.

## Спортивные результаты
- Кубок президента Бурятии 2012 года — ;
- Гран-при Ивана Ярыгина 2015 года — ;
- Чемпионат России по вольной борьбе 2016 года — ;
- Турнир Дмитрия Коркина 2016 года — ;
- Кубок президента Бурятии 2012 года — ;